# Patinação de velocidade nos Jogos Olímpicos de Inverno de 2018 - 10000 m masculino
A prova de 10000 m masculino da patinação de velocidade nos Jogos Olímpicos de Inverno de 2018 ocorreu no Gangneung Oval, localizado na subsede de Gangneung, em 15 de fevereiro.

## Medalhistas
| Ouro   | CAN Ted-Jan Bloemen |
| Prata  | NED Jorrit Bergsma  |
| Bronze | ITA Nicola Tumolero |

## Recordes
Antes desta competição, os recordes mundiais e olímpicos da prova eram os seguintes:
| Tipo | Atleta          | Tempo        | Local          | Data                    |
| ---- | --------------- | ------------ | -------------- | ----------------------- |
|      | Ted-Jan Bloemen | 12:36.30 min | Salt Lake City | 21 de novembro de 2015  |
|      | Jorrit Bergsma  | 12:44.45 min | Sóchi          | 18 de fevereiro de 2014 |

Os seguintes recordes mundiais e/ou olímpicos foram estabelecidos durante esta competição:
| Data            | Evento | Atleta              | Marca        | Notas            |
| --------------- | ------ | ------------------- | ------------ | ---------------- |
| 15 de fevereiro | Final  | NED Jorrit Bergsma  | 12:41.98 min | Recorde olímpico |
| 15 de fevereiro | Final  | CAN Ted-Jan Bloemen | 12:39.77 min | Recorde olímpico |

## Resultados
| Pos. | Par | Raia | Atleta                | Tempo    | Diferença | Notas            |
| ---- | --- | ---- | --------------------- | -------- | --------- | ---------------- |
| 01 ! | 5   | O    | CAN Ted-Jan Bloemen   | 12:39.77 | —         | Recorde olímpico |
| 02 ! | 4   | I    | NED Jorrit Bergsma    | 12:41.98 | +2.21     |                  |
| 03 ! | 5   | I    | ITA Nicola Tumolero   | 12:54.32 | +14.55    |                  |
| 4    | 3   | O    | KOR Lee Seung-hoon    | 12:55.54 | +15.77    |                  |
| 5    | 2   | O    | CAN Jordan Belchos    | 12:59.51 | +19.74    |                  |
| 6    | 6   | O    | NED Sven Kramer       | 13:01.02 | +21.25    |                  |
| 7    | 6   | I    | GER Patrick Beckert   | 13:01.94 | +22.17    |                  |
| 8    | 1   | O    | BEL Bart Swings       | 13:03.53 | +23.76    |                  |
| 9    | 3   | I    | GER Moritz Geisreiter | 13:06.35 | +26.58    |                  |
| 10   | 1   | I    | JPN Ryousuke Tsuchiya | 13:10.31 | +30.54    |                  |
| 11   | 2   | I    | NOR Håvard Bøkko      | 13:17.47 | +37.70    |                  |
| 12   | 4   | O    | ITA Davide Ghiotto    | 13:27.09 | +47.32    |                  |

Legenda
| Recorde mundial      | Recorde mundial (World record)               |                       | Recorde africano                      | Recorde africano (African) |                                           | Q | Classificado por posição (Qualified) |
| Recorde olímpico     | Recorde olímpico (Olympic record)            | Recorde da América    | Recorde da América (Americas)         | q                          | Classificado por melhor tempo (Qualified) |   |                                      |
| Melhor marca do ano  | Melhor marca do ano (World leading)          | Recorde asiático      | Recorde asiático (Asian)              | DNS                        | Não largou (Did not start)                |   |                                      |
| Recorde nacional     | Recorde nacional (National record)           | Recorde europeu       | Recorde europeu (European)            | DNF                        | Não terminou (Did not finish)             |   |                                      |
| Recorde pessoal      | Recorde pessoal do atleta (Personal best)    | Recorde da Oceania    | Recorde da Oceania (Oceania)          | DSQ / DQ                   | Desclassificado (Disqualified)            |   |                                      |
| Recorde da temporada | Recorde da temporada do atleta (Season best) | Recorde sul-americano | Recorde sul-americano (South America) | NM                         | Sem marca (No mark)                       |   |                                      |